# Malonaqen
Malonaqen (... – 542 a.C. circa) è stato un sovrano del regno di Kush.

## Biografia
Sulla base di assunzioni degli storici, è ritenuto essere figlio di Aramatle-qo e della regina Amanitakaye. A lui è attribuita come sposa la regina Tagtal, sepolta a Nuri (Nu. 45).

Malonaqen è noto per la sua piramide a Nuri (Nu. 5), per un cartiglio votivo proveniente da Kawa e per altri oggetti a suo nome provenienti da Meroë.

## Titolatura
Sulla falsariga degli antenati della XXV dinastia egizia, molti dei successivi re di Nubia adottarono la titolatura reale egizia. Malonaqen non fece eccezione:
| G5 |

| G5 |

|       |
| \| \| |
|       |
|       |

|  |

|       |
| \| \| |
|       |
|       |

|  |

| G16 |

| G16 |

|  |

| G8 |

| G8 |

|  |

| M23 · X1 | L2 · X1 |

| M23 · X1 | L2 · X1 |

| ra | S42 | kA |

| ra | S42 | kA |

| ra | S42 | kA |

| ra | S42 | kA |

| ra | S42 | kA |

| ra | S42 | kA |

| ra | S42 | kA |

| ra | S42 | kA |

| G39 | N5 |

| G39 | N5 |

| U1 | E23 | nfr | n · N29 | M23 | M23 |

| U1 | E23 | nfr | n · N29 | M23 | M23 |

| U1 | E23 | nfr | n · N29 | M23 | M23 |

| U1 | E23 | nfr | n · N29 | M23 | M23 |

| U1 | E23 | nfr | n · N29 | M23 | M23 |

| U1 | E23 | nfr | n · N29 | M23 | M23 |

| U1 | E23 | nfr | n · N29 | M23 | M23 |

| U1 | E23 | nfr | n · N29 | M23 | M23 |